# Fall River, Kansas
Fall River är en ort i Greenwood County i Kansas. Vid 2020 års folkräkning hade Fall River 131 invånare.